# Coulson Norman Mitchell
Pour les personnes ayant le même patronyme, voir Mitchell.
Coulson Norman Mitchell (11 décembre 1889-17 novembre 1978) était un militaire canadien.
Il est un récipiendaire canadien de la Croix de Victoria, la plus haute récompense et la plus prestigieuse remise par les forces britanniques et du Commonwealth pour un acte de bravoure face à l'ennemi. Il est aussi récipiendaire de la Croix militaire.

## Biographie
Coulson Norman Mitchell est né le 11 décembre 1889 à Winnipeg au Manitoba et fut diplômé de l'Université du Manitoba en génie. Il s'enrôla dans l'armée canadienne en 1914 et fut déployé outre-mer avec une unité de construction de chemin de fer. Alors affecté à la 1re Compagnie de tunnelage (1st Tunnelling Company) des ingénieurs de la 4e Division canadienne, il fut décoré de la Croix militaire en 1917 et de la Croix de Victoria en 1918.
Après la guerre, Mitchell est retourné à Winnipeg pour travailler en génie civil. Tôt après le début de la Seconde Guerre mondiale, il fut assigné Ingénieurs canadiens royaux (Royal Canadian Engineers) au camp Borden en Ontario. En 1940, il fut déployé outre-mer et nommé responsable de la formation des remplaçants. Il fut transféré de retour au Canada en 1943 et fut attaché au Quartier général de la Défense nationale à Ottawa avant de devenir instructeur des ingénieurs canadiens royaux au centre d'entraînement de Petawawa en Ontario. En 1944, il reçut le commandement de l'École royale de génie militaire (Royal School of Military Engineering) de Chilliwack en Colombie-Britannique.

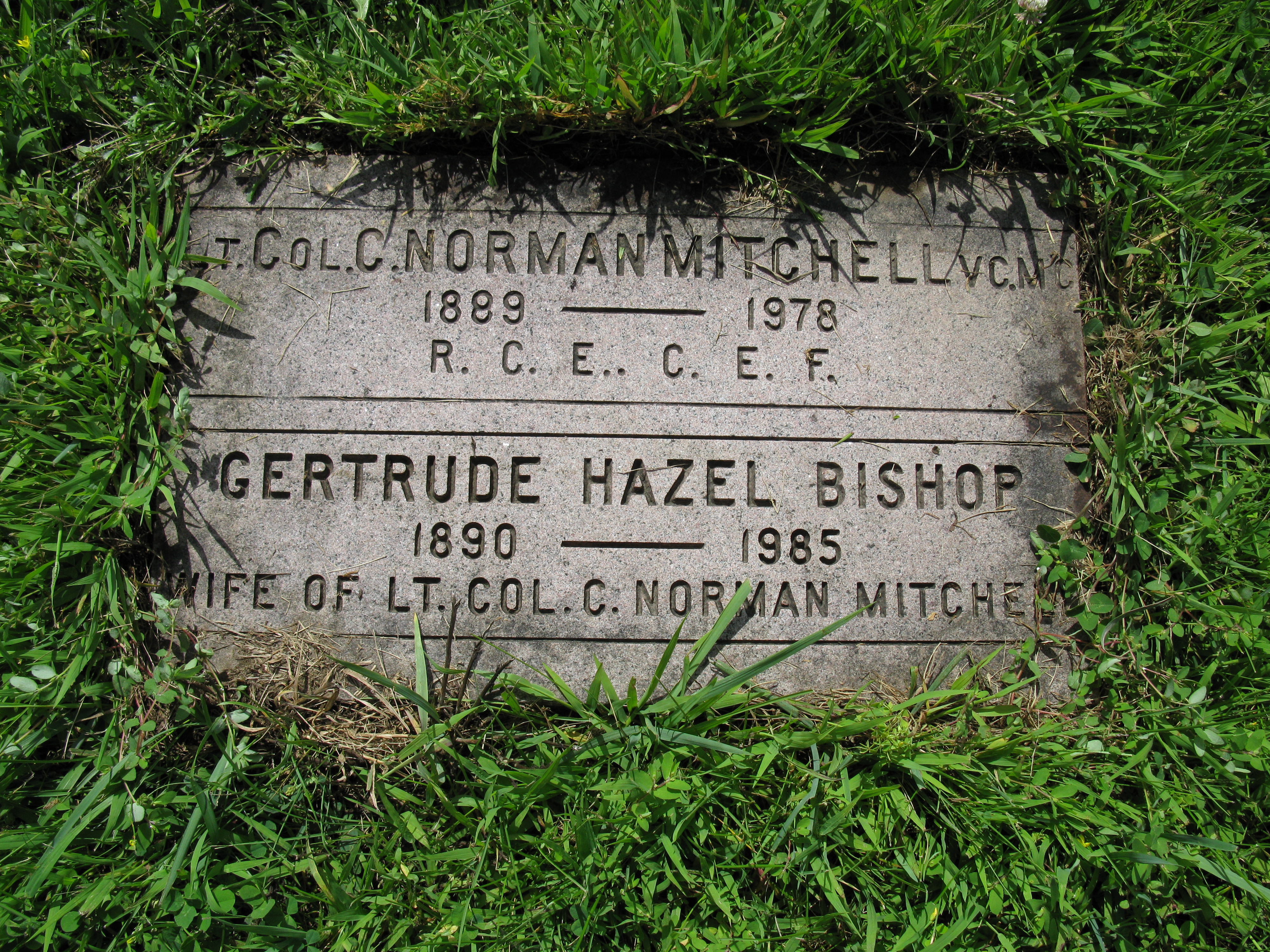
Pierre tombale du lieutenant-colonel Mitchell

Plus tard, il atteignit le grade de lieutenant-colonel. Sa pierre tombale est au cimetière National Field of Honour de Pointe-Claire au Québec
Les Ingénieurs militaires canadiens (Canadian Nilitary Engineers) ont décidé d'honorer Mitchell en baptisant le bâtiment principal de l'École du génie militaire des Forces canadiennes de la BFC Gagetown au Nouveau-Brunswick en son nom. Sa Croix de Victoria est affichée dans le musée de l'école.

## Faits d'armes
Mitchell était alors âgé de 28 ans et avait le grade de capitaine dans la 1re Compagnie de tunnelages (1st Tunnelling Company) des ingénieurs de la 4e Division canadienne de la Force expéditionnaire canadienne durant la Première Guerre mondiale lorsque ces faits d'armes reconnus par la Croix de Victoria se sont déroulés.
Le 8 ou 9 octobre 1918, au canal de l'Escaut au nord-est de Cambrai en France, le capitaine Mitchell commandait un petit détachement pour examiner les ponts et, si possible, pour prévenir leur démolition. Il a coupé plusieurs fils de détonation sur un pont, puis, dans la noirceur totale, il se précipite de l'autre côté du pont principal qui était lourdement chargé en explosifs. Pendant que lui et son adjoint étaient en train de couper des fils, l'ennemi attaqua, après quoi, le capitaine alla porter assistance à une sentinelle qui était blessée et tua trois ennemis et en captura douze. Sous le feu ennemi, il continua de couper les fils et d'enlever les charges explosives.